# Ordoñezite
L'ordoñezite (simbolo IMA: Ord) è un raro minerale del gruppo della byströmite; appartiene alla famiglia degli "ossidi e idrossidi" e possiede composizione chimica ZnSb5+2O6.

## Etimologia e storia
L'ordoñezite è stata chiamata in questo modo nel 1955 da George Switzer e William Frederick Foshag in onore di Ezequiel Ordoñez (1867 - 1950), professore di mineralogia e geologia presso la "Escuela Nacional Preparatoria".

## Classificazione
La classica nona edizione della sistematica dei minerali di Strunz, aggiornata dall'Associazione Mineralogica Internazionale (IMA) fino al 2009, elenca l'ordoñezite nella classe "4. Ossidi (idrossidi, V[5,6] vanadati, arseniti, antimoniti, bismutiti, solfiti, seleniti, telluriti, iodati)" e nella sottoclasse "4.D Metallo:Ossigeno = 1:2 e simili", questa viene più finemente suddivisa in base alla dimensione dei cationi coinvolti e alla struttura del minerale, in modo tale che l'ordoñezite possa essere trovata nella sezione "4.DB Con cationi di media dimensione; catene di ottaedri che condividono uno spigolo", dove forma il sistema nº 4.DB.10 insieme a byströmite, manganotapiolite, tapiolite-(Fe) e tapiolite-(Mn).
Tale classificazione rimane invariata anche nell'edizione successiva, proseguita dal database "mindat.org" e chiamata Classificazione Strunz-mindat, dove i membri del sistema 4.DB.10 sono byströmite, tredouxite, tapiolite-(Mn) e tapiolite-(Fe).
Nella Sistematica dei lapis (Lapis-Systematik) di Stefan Weiß l'ordoñezite si trova nella classe degli "ossidi" e da lì nella sottoclasse degli "ossidi con rapporto metallo:ossigeno = 1:2 (MO2 e composti correlati)"; qui si trova nel "gruppo della tapiolite" con il numero di sistema IV/D.04 insieme a tapiolite-(Fe), tapiolite-(Mn), tredouxite e byströmite.
La classificazione dei minerali secondo Dana, usata principalmente nel mondo anglosassone, va controcorrente e, diversamente dalle altre sistematiche, elenca l'ordoñezite nella famiglia dei "fosfati, arseniati e vanadati"; qui è nella classe degli "antimoniati" e nella sottoclasse degli "antimoniati A(X2O6)" dove forma il sistema nº 44.02.01 insieme a byströmite e tripuhyite.

## Abito cristallino
L'ordoñezite cristallizza nel sistema tetragonale nel gruppo spaziale P42/mnm (gruppo nº 136) con i parametri di cella a = 4,6638(4) Å e c = 9,263(1) Å, oltre ad avere 2 unità di formula per cella unitaria.

## Origine e giacitura
L'ordoñezite si forma in una fase avanzata insieme a minerali di stagno pneumatolitico in fratture nella riolite. La paragenesi è con byströmite, cassiterite, chenevixite, cristobalite, ematite, ialite, malachite, montmorillonite e quarzo.
L'ordoñezite è un minerale molto raro ed è stato trovato solo nella sua località tipo, la miniera "Santín" presso Santa Catarina (Stato di Guanajuato), nella miniera di stagno "Theodoso Soto" nella municipalità di Coneto de Comonfort (Stato di Durango) e nel sito "El Antimonio" presso Caborca (Stato di Sonora), tutti in Messico; nel distretto minerario di "Abbey" (contea di Socorro, nel Nuovo Messico - Stati Uniti); nella cava di "Taylor" (contea di Hastings, Ontario - Canada).
In Europa l'ordoñezite è stata trovata a Iserlohn (in Renania Settentrionale-Vestfalia, Germania); nella miniera "Rescatada" presso Cuevas del Almanzora (in Andalusia, Spagna); nella miniera di "Podere Montevecchio" a Gerfalco (in Toscana, Italia).

## Forma in cui si presenta in natura
L'ordoñezite forma cristalli piramidali tetragonali di dimensioni fino a 2 mm; si presenta come masse stalattitiche o druse di piccoli cristalli geminati.
Il minerale è trasparente con lucentezza adamantina; il colore va da marrone molto chiaro a molto scuro, ma è anche variabile da incolore a grigio perla, da olivastro a oliva scuro, a oliva giallognolo chiaro. Il colore del suo striscio è grigio-verdastro.